# Collinsella vaginalis
Collinsella vaginalis es una especie de  bacteria grampositiva del género Collinsella. Fue descrita en el año 2019. Su etimología hace referencia a vagina. Es anaerobia estricta e inmóvil. Tiene un tamaño de 0,4 μm de ancho por 1,8 μm de largo. Crece de forma individual o en cadenas cortas. Catalasa y oxidasa negativas. Forma colonias grises, opacas y circulares en agar sangre tras 2 días de incubación. Temperatura de crecimiento óptima de 37 °C. Es sensible a amoxicilina, metronidazol, rifampicina y vancomicina. Resistente a ceftriaxona e imipenem. Tiene un genoma de 2,1 Mpb y un contenido de G+C de 64,6%. Se ha aislado de la vagina de una paciente con vaginosis en Francia. 